# Aden Foyer

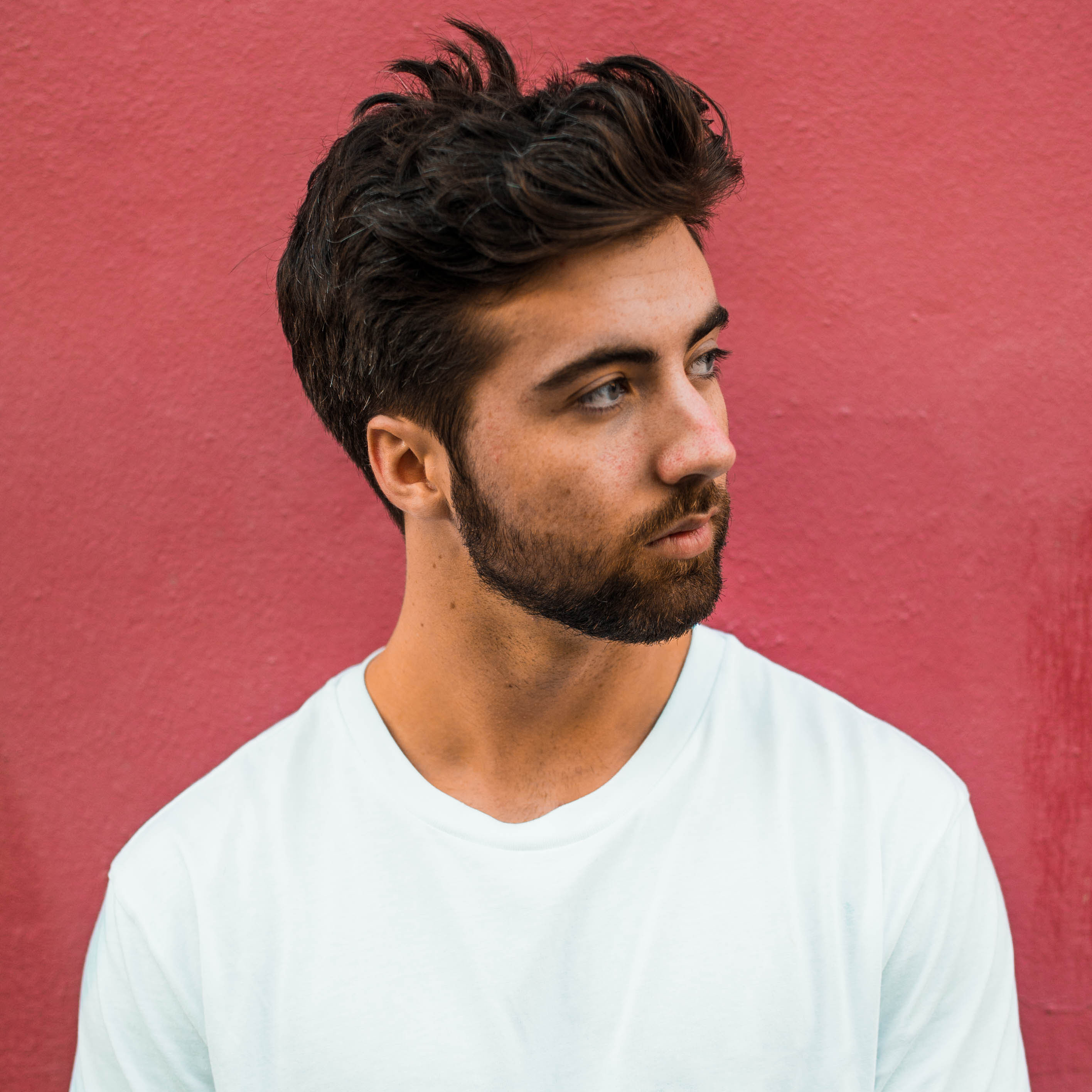
Jonas Aden (2017)

Jonas Engelschiøn Mjåset (* 8. September 1996), besser bekannt als Aden Foyer, ist ein norwegischer Musikproduzent, Sänger und Songwriter aus Oslo. Bis 2021 war er unter dem Künstlernamen Jonas Aden hauptsächlich in der EDM-Genre Future House aktiv. Im Oktober 2022 kehrte Aden mit dem Lied The Ballet Girl zurück, das Rang zwei der norwegischen Singlecharts erreichen konnte.

## Karriere
Mitte 2015 veröffentlichte Jonas Aden inoffizielle Remixe von Hits wie Lean on, Heads Will Roll und Secrets.
Im Herbst 2015 publizierte Aden seine erste Single Fall Under Skies zusammen mit Robby East über das Plattenlabel Heldeep Records. Dieser Song wurde in kürzester Zeit millionenfach auf SoundCloud gestreamt und erreichte Platz 22 in den Beatport House Charts. Im Frühjahr 2016 folgte seine zweite Single Temple. Diese erreichte die Top 40 der Beatport House Charts. Das Lied I Don’t Speak French (Adieu), das in Zusammenarbeit mit Rebmoe endstand, erreichte im Juni 2019 Platz 10 der belgischen Dancecharts. Im selben Jahr arbeitete Aden zusammen mit Alan Walker und ASAP Rocky an deren Single Live Fast. Das Lied ist der Titelsong für das Handyspiel PUBG Mobile. Ende Januar 2021 wurde zusammen mit Mike Williams die Single I Hope You Know über Universal Music veröffentlicht. Im Februar 2021 gab Aden bekannt, dass er wegen seiner mentalen Gesundheit eine unbestimmte Pause von der Musik machen wolle.
Im Oktober 2022 kündigte Aden seine Rückkehr als „Aden Foyer“ über die soziale Medien an. Am 21. Oktober erschien mit The Ballet Girl der erste von der Popmusik geprägte Song von Aden. Das Lied erreichte im November 2022 Rang zwei der norwegischen Singlecharts. Beim norwegischen Musikpreis P3 Gull wurde er im November 2023 in der Kategorie „Durchbruch des Jahres“ ausgezeichnet.

## Auszeichnungen
P3 Gull
- 2023: „Durchbruch des Jahres“
- 2023: Nominierung in der Kategorie „Lied des Jahres“ (für The Ballet Girl)

Spellemannprisen
- 2023: Nominierung in der Kategorie „Pop“ (für The Ballet Girl EP)
- 2023: Nominierung in der Kategorie „Durchbruch des Jahres“ (für The Ballet Girl EP)

## Diskografie

### Singles

#### Als Aden Foyer
| Jahr | Titel Album       | Höchstplatzierung, Gesamtwochen, AuszeichnungChartsChartplatzierungen (Jahr, Titel, Album, Platzierungen, Wochen, Auszeichnungen, Anmerkungen) | Anmerkungen                             |
| Jahr | Titel Album       | NO | Anmerkungen                             |
| ---- | ----------------- | --- | --------------------------------------- |
| 2022 | The Ballet Girl – | NO2 Platin · (23 Wo.)NO | Erstveröffentlichung: 21. Oktober 2022  |
| 2023 | Galileo Galilei – | NO35 (1 Wo.)NO | Erstveröffentlichung: 8. September 2023 |

2023
- Other Side Of The Moon
- Sunshine Prescription
- Your Face on Christmas Day

2024
- Hello Radio
- Queen of the Night
- Lips
- Christmas Reminds Me

#### Als Jonas Aden
2015
- What You Want
- Fall Under Skies (mit Robby East)

2016
- Temple
- Young God
- Feel My Soul
- Take Me Away (mit Brooks)
- Breathe (mit Kings)

2017
- David & Goliath

2018
- I Dip You Dip
- Strangers Do

2019
- Meet You
- Blackbird (mit ELS)
- I Don’t Speak French (Adieu) (feat. RebMoe)
- Your Melody (mit Mesto)
- Riot (mit Brooks)
- Tell Me A Lie
- Library Thugs (mit Conor Ross, feat. RebMoe)

2020
- My Love Is Gone
- Late At Night
- Community (mit Zave)

2021
- I Hope You Know (mit Mike Williams)

### Remixe
2016
- Quintino x Cheat Codes – Can’t Fight It

2019
- Zedd & Katy Perry – 365
- Tiësto, Jonas Blue & Rita Ora – Ritual

### Autorenbeteiligungen und Produktionen
| Jahr | Titel Interpretation               | Höchstplatzierung, Gesamtwochen, AuszeichnungChartsChartplatzierungen (Jahr, Titel, Interpretation, Platzierungen, Wochen, Auszeichnungen, Anmerkungen) | Anmerkungen                         |
| Jahr | Titel Interpretation               | NO | Anmerkungen                         |
| ---- | ---------------------------------- | --- | ----------------------------------- |
| 2019 | Live Fast Alan Walker & ASAP Rocky | NO24 (4 Wo.)NO | Erstveröffentlichung: 25. Juli 2019 |

## Auszeichnungen für Musikverkäufe
| Goldene Schallplatte - Frankreich - 2023: für die Single The Ballet Girl - Polen - 2024: für die Single Galileo Galilei | Platin-Schallplatte - Polen - 2024: für die Single The Ballet Girl |

Anmerkung: Auszeichnungen in Ländern aus den Charttabellen bzw. Chartboxen sind in ebendiesen zu finden.
| Land/RegionAuszeichnungen für Musikverkäufe (Land/Region, Auszeichnungen, Verkäufe, Quellen) | Gold     | Platin     | Verkäufe | Quellen         |
| -------------------------------------------------------------------------------------------- | -------- | ---------- | -------- | --------------- |
| Frankreich (SNEP)                                                                            | Gold1    | —          | 100.000  | snepmusique.com |
| Norwegen (IFPI)                                                                              | —        | Platin1    | 60.000   | ifpi.no         |
| Polen (ZPAV)                                                                                 | Gold1    | Platin1    | 75.000   | olis.pl         |
| Insgesamt                                                                                    | 2× Gold2 | 2× Platin2 |          |                 |